# Asmodeus (ссавець)
Asmodeus — вимерлий рід ссавців, що належав до ряду Notoungulata. Він жив у пізньому олігоцені Південної Америки.

## Опис
Ця тварина була відносно важкої форми, з довгими, сильними і тонкими кінцівками. Рука мала чотири пальці та зменшену п'яту п'ястку. Основною характеристикою Asmodeus, яка демонструє його спорідненість з його родичем Homalodotherium, є форма його передніх кінцівок, завдяки якій задні лапи нижчі за передні. Передні ноги були пазуристими, а не копитними, як у більшості відомих токсодонтів. Порівняно з Homalodotherium, редукція п'ятої п'ясткової кістки була менш важливою у Asmodeus.

## Класифікація
Вперше описаний у 1894 році Флорентіно Амегіно, Асмодей належав до родини Homalodotheriidae, групи нотоунгулятів з характерними подовженими передніми лапами з пазурами. Відомі два види Asmodeus, у тому числі A. osborni, типовий вид, з формації Deseado в Аргентинській Патагонії, і A. petrasnerus з формації Quebrada Fiera в провінції Мендоса на півночі Аргентини. Види в основному відрізняються характеристиками таранної та п'яткової кісток.